# Соляник, Алексей Николаевич
Алексе́й Никола́евич Соля́ник (2 ноября 1912, Славянка, Уссурийский край — 17 февраля 1984, Одесса). Организатор советского китобойного промысла, Герой Социалистического Труда (1950), трижды кавалер Ордена Ленина (1950, 1954, 1960). Имел персональное звание Генерального директора флота рыбной промышленности III ранга.

## Биография

### Ранняя биография
Родился на территории Уссурийского края в семье фельдфебеля артиллерии Николая Ивановича Соляника, осевшего здесь с Русско-японской войны. Родители его происходили из села Софиевка (Украина). В 1923 году семья переехала во Владивосток, где отец стал командовать взводом охраны морского порта. В 1926 году отец занял должность морского агента Совторгфлота.
Алексей Соляник с 14-летнего возраста стал ходить в море на лов сардины на маломерных парусных судах. После окончания 7 класса школы, в 1929 году нанялся штурманским практикантом на учебное судно «Индигирка» Владивостокского морского техникума. В 18-летнем возрасте (1930 год) получил диплом судоводителя маломерных судов и был назначен старшиной парусно-моторной шхуны «Усть-Камчатка», на которой проработал две летние навигации. Продолжал заочное обучение и в 1931 году получил диплом судоводителя судов до 200 тонн.
В 1931—1935 годах работал в Управлении инженеров морских сил Дальневосточного края, в 1935 году переведён в Главвостокрыбпром на промысловые суда. В 1936 году сдал экзамены на звание штурмана малого плавания, а в 1937 году — штурмана дальнего плавания. В 1938 году в межпутинный период сдал экзамен по специальности девиатора магнитных компасов. В апреле 1938 года назначен капитаном зверобойного судна «Налим», на котором провел две навигации в Охотском море.
В 1940 году отслужил курсы-сборы Тихоокеанского флота с присвоением воинского звания младшего лейтенанта ВМФ, в том же году получил диплом капитана дальнего плавания и был назначен капитан-директором плавучего крабоконсервного завода «Анастас Микоян», на котором провел две путины.
В декабре 1941 года переведён на пароход «Ительмен», обслуживавший рейсы из Владивостока в Канаду, США и обратно с грузом для Красной Армии. В октябре 1942 года Наркомрыбпромом СССР был назначен капитаном на плавучий завод «Всеволод Сибирцев», который перегнал в Портленд на капитальный ремонт. С ноября 1942 года по решению СНК СССР вошёл в состав Советской Правительственной закупочной комиссии (СПЗК), оставаясь в США до 1945 года. В этот период он в совершенстве освоил английский язык, сдав в марте 1945 года экзамены в языковом техникуме СПЗК.

### Советский промысловый флот
Через месяц после возвращения в СССР (в Одессу) А. Н. Солянику было присвоено звание подполковника, и он был командирован в Германию и Польшу для приёмки трофейного флота и грузов по репарациям и отправки их в Советский Союз. В октябре 1946 года в Ливерпуле принял немецкую китобазу «Викингер». 22 декабря того же года над китобойной флотилией был поднят советский флаг, и она была переименована в «Славу». В Гибралтаре командование принял В. И. Воронин, Соляник стал при нём первым заместителем по промысловой работе и финансам. 50 % персонала были нанятыми норвежскими специалистами. Первый рейс дал 384 кита и 5800 тонн китового жира.
4 октября 1947 года А. Н. Соляник был назначен капитан-директором китобойной флотилии «Слава».
Во втором рейсе было добыто 824 кита и выработано 9600 тонн жира. Третий рейс проходил без иностранных специалистов, было добыто более 1000 китов и выпущено 12 000 тонн жира. Чистая прибыль составила 40 млн рублей. В четвертом рейсе добыли 1500 китов и натопили 17 000 тонн жира, чистая прибыль составила 88 млн рублей.
Член ВКП(б) с 1949 года. 9 марта 1950 года 37-летнему А. Н. Солянику было присвоено звание Герой Социалистического Труда. 12 июля 1950 года было присвоено персональное звание «Генеральный директор флота рыбной промышленности III ранга».
С 1950 года А. Н. Соляник ежегодно участвовал в составе делегации СССР в работе Международного Комитета по регулированию китобойного промысла и являлся членом подкомитета по нарушениям Конвенции Международной китобойной комиссии (МКК). С 1947 года являлся членом Географического общества СССР, членом Всесоюзного общества по распространению политических и научных знаний. В 1950 году — член Совета Союза советских обществ дружбы с зарубежными странами. В 1958 году окончил Одесское высшее инженерно-морское училище, защитив диплом инженера-судоводителя.
В 1958 году, совершив 13 рейсов на китобазе «Слава», был назначен председателем Государственной приёмной комиссии по приёму от Николаевского судостроительного завода им. Носенко новой китобойной базы «Советская Украина» и одновременно её капитан-директором. В октябре 1959 года китобойные флотилии «Слава» и «Советская Украина» с новыми 17-ю китобойцами, с транспортным рефрижератором «Севастополь» и учебным китобойцем «Комсомолец» для обучения гарпунеров-снайперов вышли в очередной 14-й антарктический рейс. А. Н. Соляник приказом министра рыбного хозяйства СССР был назначен генеральным капитан-директором обеих флотилий с одновременным исполнением обязанностей капитан-директора базы «Советская Украина».
В 1961 году А. Н. Соляник был избран делегатом XXII съезда КПСС от Одесской областной парторганизации. «Комсомольская правда» в июне 1965 года опубликовала обвинительную статью писателя Аркадия Сахнина «В рейсе и после», в которой А. Н. Соляник обвинялся в кумовстве, коррупции и злоупотреблениях. Благодаря поддержке высшего руководства СССР он отделался выговором по партийной линии Одесского обкома Компартии Украины (от 4 августа 1965 года). 19 октября 1965 года Соляник был отстранён от должности капитан-директора на основании постановления Секретариата
ЦК КПСС.
В том же 1965 году Минрыбхоз СССР назначил Соляника капитан-директором океанской базы «Ван Гог» для организации промысла ракообразных в Индийском и Атлантическом океанах, где он работал до 1972 года. В 1972 году был назначен капитан-директором научно-поискового судна «Чатыр-Даг» (Керчь). В 1978 году перенёс инфаркт. В 1979 году Соляник был переведён в Черноморское производственное объединение рыбной промышленности «Антарктика», где занял должность начальника кабинета военно-морской подготовки, где и работал до смерти в 1984 году. Похоронен на Втором Христианском кладбище Одессы, участок № 25.

## Награды
- 1943 г. — орден Красной Звезды
- 1950 г. — Герой Социалистического Труда, золотая медаль «Серп и Молот» и орден Ленина.
- 1954 г. — орден Ленина.
- 1960 г. — орден Ленина.
- 1962 г. — орден Трудового Красного Знамени.
- Семь медалей, в том числе «За трудовую доблесть» и «За успехи в народном хозяйстве СССР».

Постановлением Совета Министров СССР от 3 марта 1954 года было создано Одесское мореходное училище рыбной промышленности. Распоряжением Кабинета Министров Украины № 253-р от 29 апреля 2004 года ему было присвоено имя А. Н. Соляника.

## Книги
- Слава. Сборник очерков и рассказов о китобойной флотилии «Слава». — Одесса: Областное изд., 1950. — 157 с.
- Соляник А. Н. Четыре похода в Антарктику: Стенограмма публичной лекции. — М.: Правда, 1950. — 32 с.
- Слава. Записки советских китобоев. — Одесса: Областное изд., 1952. — 320 с.
- Соляник А. «Слава» в Антарктике / Обложка и иллюстрации художника Л. Постнова — участника седьмого рейса флотилии «Слава» в Антарктику. — М.: Профиздат, 1954. — 128 с.